# Coelorinchus occa
Coelorinchus occa е вид лъчеперка от семейство Macrouridae. Видът не е застрашен от изчезване.

## Разпространение и местообитание
Разпространен е в Бахамски острови, Бермудски острови, Венецуела, Гвиана, Ирландия, Кабо Верде, Колумбия, Коста Рика, Куба, Панама, Португалия (Азорски острови), САЩ, Суринам, Тринидад и Тобаго, Фарьорски острови и Френска Гвиана.
Среща се на дълбочина от 400 до 2220 m, при температура на водата от 3,4 до 10,6 °C и соленост 34,2 – 35,8 ‰.

## Описание
На дължина достигат до 50 cm.